# Żurrieq Football Club
Il Żurrieq Football Club è una società calcistica maltese con sede nella cittadina di Żurrieq.
Nella stagione 2024-25 milita in Challenge League, la seconda serie del campionato di calcio maltese.

## Storia
La squadra ha conosciuto la sua migliore epoca durante gli anni '80, quando ha vinto un'edizione della coppa nazionale (1985) e ha partecipato per tre volte alle coppe europee, due volte in Coppa delle Coppe ed una volta in UEFA.
In totale ha collezionato 16 partecipazioni alla massima divisione maltese, l'ultima delle quali nella stagione 1995-96.

## Palmarès

### Competizioni nazionali
- Coppa di Malta: 1

1984-1985
- Third Division: 1

2018-2019
- National Amateur League: 1

2021-2022

### Titoli individuali vinti da giocatori del club
- Calciatore maltese dell'anno

Charles Muscat: 1983-1984

### Altri piazzamenti
- Campionato maltese:

Terzo posto: 1981-1982, 1986-1987, 1987-1988
- Coppa di Malta:

Finalista: 1983-1984, 1985-1986
- Supercoppa di Malta:

Finalista: 1985
- Third Division (Malta):

Promozione: 2006-2007, 2008-2009
- National Amateur Cup:

Finalista: 2020-2021
Semifinalista: 2021-2022

## Żurrieq nelle Coppe Europee

### Coppa delle Coppe
| Stagione | Turno    | Nazione                   | Club                                | Andata | Ritorno | Totale |
| -------- | -------- | ------------------------- | ----------------------------------- | ------ | ------- | ------ |
| 1985-86  | 1º turno | Germania Ovest (bandiera) | Krefelder Fußball-Club Uerdingen 05 | 0-3    | 0-9     | 0-12   |
| 1986-87  | 1. turno | Galles (bandiera)         | Wrexham FC                          | 0-3    | 0-4     | 0-7    |

### Coppa UEFA
| Stagione | Turno    | Nazione               | Club           | Andata | Ritorno | Totale |
| -------- | -------- | --------------------- | -------------- | ------ | ------- | ------ |
| 1982-83  | 1. turno | Jugoslavia (bandiera) | Hajduk Spalato | 1-4    | 0-4     | 1-8    |